# رجل السحر (من الأفضل الاتصال بسول)
«رجل السحر» (بالإنجليزية: Magic Man)‏ هي الحلقة الأولى للموسم الخامس من مسلسل إيه إم سي التلفزيوني الدرامي من الأفضل الاتصال بسول، المسلسل يُعتبر بادئة من مسلسل اختلال ضال. تم بث الحلقة في 23 فبراير 2020 على قناة إيه إم سي بالولايات المتحدة. خارج الولايات المتحدة، تم عرض الحلقة لأول مرة على خدمة البث نتفليكس في عدة بلدان.

## الاستقبال

### التقييمات
شاهد ما يقدر بنحو 1.6 مليون مشاهد الحلقة في أول بث لها، بزيادة 4% عن الحلقة الأخيرة للموسم الرابع، وإن كان ذلك أقل بنسبة 10% عن العرض الأول لهذا الموسم.

## وصلات خارجية
- «رجل السحر» على إيه إم سي (بالإنجليزية)
- «رجل السحر» على قاعدة بيانات الأفلام على الإنترنت (بالإنجليزية)